# 马来西亚民政运动党
马来西亚民政运动（英語：Malaysian People's Movement Party，简称民政党），成立於1968年3月24日，是马来西亚的政党，曾经是国民阵线的成員之一，也是亚洲自由民主联盟的成员。从1969年开始，就一直和其余盟党联合执政槟州，直到2008年大选为止。由於国民阵线在2018年5月9日全国选举败选，民政党候选人全数败北，促使该党于2018年6月23日宣佈退出国民阵线。
截至2006年，80%的民政党员为华裔，15%为印度裔，其余都是巫裔或其他种族。

## 历史

### 1968年至1972年 ：创党初期
民政党于1968年创立。在60年代中期，当敌对的政治异议份子针对1967年国语法案及华文大学课题争论不休之际，种族两极化重新复活，并露出其狰狞面目。紧随着1967年工业协调法令的通过，在马来人及非马来人社会里，普遍地出现了对现存政体的疏离感。为了填补放弃宪制斗争而走向偏激道路的社阵所留下的真空，一些大学的学术人员与前马来亚劳工党及民主联合党领袖联手创立了一个多元种族政党。
经过深思熟虑后，一份宣告民政党诞生的严正声明终于在1968年3月24日发表。制定民政党宣言的六名创党人是新加坡大学的赛胡先·阿拉塔斯教授、前马来亚劳工党领袖兼雪州峇都国会议员陈志勤医生、马来西亚医药协会主席J.B.A彼得医生、前民联党主席兼丹绒区国会议员林苍佑医生、马来亚大学的王赓武教授及马来亚劳工党领袖威拉班律师。在草创时期，民政党主要的力量是来自已经解散的民联党党员和劳工党受英文教育的温和派人士。他们结成了一股无比珍贵的基本力量，推动民政党进一步的扩展。创党人也致力与职工运动者建立密切的关系，这是因为工运份子具有国际主义的胸怀，是实现一个真正多元种族政党所必要和不可或缺的。这项努力获得了大马职工总会主席杨德才及泛马交通工友联合会总秘书V大卫的青睐，并选择加盟。
1968年4月15日，民政党在吉隆坡正式揭幕成立，临时主席赛胡先·阿拉塔斯教授在所提呈的一份文件上，明确地阐述了民政党的政策与目标。
在中选的16名临时委员会成员中，其中5名为马来人。当社团注册官在1968年5月25日批准民政党的成立时，在首届的中央委员会里，马来人占6名（其中2名为女性），华裔6名以及印裔3名。当时，民政党员总数估计有1,400名，设立的分部有43个，多数集中在非马来人聚居的城市中心。
1969年5月10日大选中，民政党夺得槟州政府执政权，在总数24州议席中，独囊16个。其他中选的州议员分别在雪兰莪有4位、霹雳2位、吉打2位、马六甲1位及彭亨1位。同时，有8名民政党党员成功中选为国会议员。同年，在513种族冲突在首都爆发后，林苍佑宣誓为槟州新任槟州首席部长。国家行动理事会主席敦阿都拉萨随后委任林苍佑为槟州行动理事会主席。

### 1973年至1979年：巩固与成长时期
在民政党内分裂争端落幕后，民政党中央随着迁移到槟城，全国各地仅存15个活跃分部。民政党的忠坚份子在林苍佑医生的领导下，迅速奋发图强，重整备受摧残的党组织。
当时，由于民政党内有一项重大事件有待宣布，原定于10月举行的全国代表大会，在经过谨慎研究后，决定延期到1974年3月。1973年12月19日，代主席林苍佑医生宣布前马华改革派林敬益医生、梁祺祥、李裕隆、陈忠鸿医生、宋兆雄和数以千计的前马华改革份子已经加盟民政党。因此，1974年及1975年，大马半岛西海岸各州属，主要是霹雳、森美兰及雪兰莪总共成立了71个新分部及39个新区部，以容纳他们加盟党组织。
1975年后，民政党再增加了12个分部和1个区部。因此，1976年10月9日，民政党在槟城的槟州大会堂举行全国代表大会之时，已经在马来西亚半岛成立并注册了超过150个分部。

### 1980年至1989年 ：团结与挑战时期
80年代，民政党除了在槟城的国阵政府中成为最重要的组成部分外，也在国家事务上发挥越来越大的影响力，并成为一个全国性的政党。
民政党于1982年及1986年投入竞选活动，在槟城，民政党在分配的3个议席中胜2个，包括许子根博士在反对党的堡垒丹绒区奏凯。这是民政党成为国阵的成员该党后所取得的最佳成绩。然而，1986年8月的第7届大选，该党在全国所分配到的9个国会议席中失去了4个。州议席方面，虽然民政党在槟城的11个议席中赢得9席，不过该党却在其他州惨败，在总数11个州议席中只保住4席。
1984年9月29日，民政党依据前一年获批的修订党章，在吉隆坡举行党选举。民政党第一次出现激烈的竞争，在任者经过严峻考验后才取得最后胜利。林敬益及梁祺祥分别被选为主席与署理主席，郭洙镇当选为新任总秘书。1985年，95个新分部及28个新区部宣告成立。

### 1990年至1995年：忧患与狂胜
1990年及1993年，民政党党选是在没有出现竞争的情况下进行。
1995年4月25日的全国大选，国阵在192个国会议席中狂胜162个议席。而民政党在10个国会议席中赢得7个议席。在州议席方面的成绩更加辉煌，在民政党所获分配的27个议席中，赢得了23个议席。
民政党在槟州竞选的11个州议席中胜出了10个，全国副主席许子根博士继续受委为槟州首席部长。1995年杪，该党进行全国性的整顿组织运动，广招党员，以扩大党组织，由原本每个州选区只有一个分部的体系，经过修改党章，允许一个区部拥有12个分部。1996年， 民政党从300个分部增至1,084个分部。

### 2000年以后
阿都拉巴达威于2003年11月从马哈迪手中接棒首相职。他领导的国阵政府在2004年第11届全国大选取得辉煌成绩。在全国各州攻打的12国及31州议席中，民政党攻下了10国30州议席，创下了民政党自1968年创党36年以来最辉煌的战绩。在新成立的内阁官职进一步获得增添，从原有的1正部长、2副部长及1政务次长提升至1正部长、3副部长及2政务次长的地位。民政党增添了1副部长及1政务次长的官职。
民政党领袖在政府内担任的要职为：
林敬益医生（能源、水务及通讯部长）
郭洙镇（农业及农基工业部副部长）
谢宽泰（国安部副部长）
马袖强（国际贸工部副部长）
吴立洋（种植与原产业部政务次长）
李家全（卫生部政务次长）
在槟州，除了首长许子根博士外，民政党还有3名行政议员（杜乾焕、丁福南医生及邓章耀）。另外分别在吉打州（方卓仁）、森州（胡侠岐）、霹雳州（郑可扬）及雪州（林传盛博士）各获行政议员职。此外，民政党也有3名上议员，即维再也勒南医生、陈福荣博士及李娜芭。

### 第12屆大選
2008年3月8日的第12届大选造成国阵在这次大选中失去了在国会中原有的三分之二优势。在这次大选中，反对党成功夺取了222个国会席位中的82个。
2008年全国大选几乎击垮了民政党。在国阵分配给民政党的12个国会议席以及31个州议席中，民政党失去了槟州所有的席位，仅赢了2个国会议席
（宜力和新邦令金）以及4个州议席，即德卡州议席（吉打）、吉打里州议席（彭亨）、武吉峇都州议席（柔佛）和柏玛尼斯州议席（柔佛）。当首相宣布新内阁阵容时，只有陈莲花（宜力）和柯希南（上议员）受委任为副部长。这是民政党在政坛上最黑暗的时刻。

### 2011-2018
2013年5月5日，第13届全国大选举行，各地吹起比上届大选更强烈的反风。民政党竞选11个国会议席和31个州议席，只赢得1个国会议席和3个州议席，即新邦令金国会议席（柔佛）、丹绒巴拔州议席（沙巴）、伊罗普拉州议席（沙巴）和柏玛尼斯州议席（柔佛）。民政党也在槟城第二次遭遇全军覆没。
全国大选结束后，丹斯里许子根博士宣布辞去全国主席的职位。邓章耀也宣布辞去全国总秘书和槟州国阵主席的职位。许子根博士辞职后，署理主席郑可扬受委为代全国主席，直到党选新一届领导层诞生。2013年10月26日，马袖强接任成为新任全国主席。
2018年5月9日，第14届全国大选对民政党和国阵带来了一次重大打击。民政党失去所有竞选的11个国会议席和31个州议席。 在槟城，民政党连续三届大选全军覆没。在这次选举中，国阵60年来第一次失去中央政权，未能组建政府。

### 2018–2021：第三势力时期
国阵在第14届全国大选惨败清楚说明人民拒绝国阵政府及丑闻缠身的纳吉·阿都拉萨。因此，在2018年6月23日，由马袖强率领的民政党领导层决定脱离国民阵线，并表明将建立独立的第三股政治势力。
2018年9月16日，马袖强在出席第43届森美兰州代表大会时宣布辞去党主席的职位。同年11月，民政党迎来党选，吸引了许多年轻人参加竞选，致力实现重建党的承诺。在11月17日的党选中，刘华才博士获选为第六任全国主席。他承诺重振民政党，并会带领民政党在马来西亚建立独立的第三势力。
民政党相信教育是国家的未来，因此民政党也在多项教育课题上发表立场。2019年7月，星洲日报报道华淡小将于2020年起教导爪夷文。民政党反对这项决定，并于同年8月发起一场全国性的签名运动，向公众收集反对者的签名，并将签名提交给政府。尽管如此，时任希盟政府却决定继续执行该政策。有鉴于此，民政党于2019年9月决定入禀槟城高庭，挑战联邦政府强制教导爪夷文的决定，希望可以制止这项政策的执行。然而，高庭在2019年11月裁定爪夷文是马来西亚国语的一部分，同时可以在华淡小教导学生。同年12月，民政党发起了另一场以反爪夷文为主题的明信片运动，分发了五千多张明信片，以征询公众对爪夷文政策的反馈，然后将其发送给教育部。
2019年11月16日，丹绒比艾国会议席因为原任希盟（土团党）国会议员拿督莫哈末法立医生逝世而必须举行补选。民政党委派副总秘书长温蒂代表民政党出战这次的补选，以提供丹绒比艾选民另一种选择。这是民政党近50年来首次以自家党徽、党旗和党名竞选。这也是民政党首次以独立政党身份，做出上阵的决定。虽然最后民政党输掉了这次补选。
2020年2月，民政党介入了挑战马来西亚华淡小宪法地位的诉讼。。
配合2020年农历新年的到来，民政党举办新春大团拜，并邀请到时任首相马哈迪·莫哈末、首相夫人茜蒂哈斯玛和经济事务部长阿兹敏阿里出席。
2020年3月24日，民政党庆祝成立52周年。然而，受到新冠肺炎疫情肆虐的影响，民政党配合政府宣布的行动管制令（MCO），决定取消党庆活动。
2020年5月18日，民政党全国主席刘华才展开线上记者会，宣布该党将全力支持慕尤丁领导的国民联盟执政，并透露民政党将申请加入国盟。槟城南华医院街分部主席卢界燊对此发文狠批刘华才“投机”，在希盟执政时期支持马哈迪、安华；喜来登政变时向变节的前公正党署理主席阿兹敏伸出橄榄枝，最后又宣布支持首相慕尤丁。卢界燊随着在8月1日在脸书上透露，他遭民政党冻结党籍。刘华才解释，申请加入国盟是民政党中央工作委员会（CWC）在今年四五月期间提出建议后，获得中委会（CC）认可而成为党决议，因此符合程序。

### 2021–现今：加入国盟以后
2021年2月11日，民政党获得国盟最高理事会接纳，正式加入国民联盟阵营。民政党主席刘华才隔日在线上新春团拜活动上致词时表示接纳民政党加入国盟是该党今年最好的礼物，同时强调民政党30万名党员，全国148个区部和1545分部，以及每一州都会支持首相慕尤丁。
2021年至2022年，民政党分别参与2021年11月20日的马六甲州选举和2022年3月12日的柔佛州选举。民政党在这两场州选举中，代表国盟竞选马六甲5个州议席和柔佛8个州议席，结果皆全军覆没，一些候选人更因为所得票数不足而失去按柜金。
2023年，民政党在6州选举中赢得吉打州居林州议席，这是民政党自2014年安顺补选以来首次在选举中取得胜利。胜出居林议席的民政党青年团总团长黄佳祯，出任掌管人力资源、华裔、印裔及暹罗裔与非政府组织事务的行政议员。

## 相关课题

### 力阻伊斯蘭刑事法
2015年3月19日，吉蘭丹州議會一致通過《1993年吉蘭丹伊斯蘭教刑事法令二》修正法案，準備在吉蘭丹州落實伊斯蘭刑事法。吉蘭丹州90%人口為穆斯林，時由民聯之一的伊斯蘭黨執政。該黨提出在吉蘭丹實行伊斯蘭刑法後，受到同是民聯其餘兩大政黨——民主行動黨和人民公正黨的強烈反對。與此同時，民青團署理團長楊錦成也立即率領民政黨伊斯蘭法挑戰法律團隊，上法庭阻止伊斯蘭黨執行伊斯蘭刑法，避免落實伊刑法破壞國家的基石。然而，哥打峇魯高庭最終在5月7日駁回民政黨的申請，使民政黨的努力受挫。無論如何，由於丹州伊斯蘭刑法與現行聯邦憲法相衝突，因此，除非獲得馬來西亞國會修憲通過，否則該法令不會生效。

### 建立安顺大学
隨著黨主席馬袖強於2014年贏得安順補選，佈在安順設立蘇丹依德理斯教育大學分校。這所耗資近1億6千萬令吉的蘇丹依德理斯教育大學安順分校第一階段工程於2016年初正式如火如荼開始，預計可在2019年建竣後並同時迎來第一批一千名的學生。這無形中助提高安順市區的教育水平，也同時促進下霹靂區的經濟成長。

### 首相缺席民政党全代会
马来西亚首相纳吉·阿都拉萨因為於2016年恰巧身在泰國出席亞洲合作對話會以及2017年又碰巧身在越南出席亞洲太平洋經濟合作組織（APEC）論壇而連續兩度無法抽身出席一年一度的民政黨全國代表大會。 2017年是由副首相阿末扎希代為出席。

## 历任最高领导人（主席）
| 任期 | 肖像 | 主席            | 任期           | 任期           | 备注 |
| ---- | ---- | --------------- | -------------- | -------------- | ---- |
| 1    |      | 赛胡先·阿拉塔斯 | 1968年         | 1969年         |      |
| 2    |      | 林苍佑          | 1969年         | 1980年         |      |
| 3    |      | 林敬益          | 1980年         | 2007年4月8日   |      |
| –    |      | 许子根          | 2007年4月8日   | 2008年10月4日  | 暂代 |
| 4    |      | 许子根          | 2008年10月4日  | 2013年5月16日  |      |
| –    |      | 郑可扬          | 2013年5月16日  | 2013年10月26日 | 暂代 |
| 5    |      | 马袖强          | 2013年10月26日 | 2018年11月17日 |      |
| 6    |      | 刘华才          | 2018年11月17日 | 现任           |      |

## 大选结果
| 大选   | 赢得席位 | 竞选席位 | 总得票数 | 得票率 | 选举结果                          | 选举领袖 |
| ------ | -------- | -------- | -------- | ------ | --------------------------------- | -------- |
| 1969年 | 8 / 144  | 17       | 178,971  | 7.5%   | ▼1席；反对党, 后执政联盟 （联盟） | 林苍佑   |
| 1974年 | 5 / 144  |          |          |        | ▼3席；执政联盟 （国民阵线）       | 林苍佑   |
| 1978年 | 4 / 154  |          |          |        | ▼1席；执政联盟 （国民阵线）       | 林苍佑   |
| 1982年 | 5 / 154  |          |          |        | ▲1席；执政联盟 （国民阵线）       | 林敬益   |
| 1986年 | 5 / 177  |          |          |        | ━ ；执政联盟 （国民阵线）         | 林敬益   |
| 1990年 | 5 / 180  |          |          |        | ━ ；执政联盟 （国民阵线）         | 林敬益   |
| 1995年 | 7 / 192  |          |          |        | ▲2席；执政联盟 （国民阵线）       | 林敬益   |
| 1999年 | 7 / 193  | 9        |          |        | ━ ；执政联盟 （国民阵线）         | 林敬益   |
| 2004年 | 10 / 219 | 12       | 257,763  | 3.7%   | ▲3席；执政联盟 （国民阵线）       | 林敬益   |
| 2008年 | 2 / 222  | 11       | 184,548  | 2.27%  | ▼8席；执政联盟 （国民阵线）       | 许子根   |
| 2013年 | 1 / 222  | 11       | 191,019  | 1.73%  | ▼1席；执政联盟 （国民阵线）       | 许子根   |
| 2018年 | 0 / 222  | 11       | 128,973  | 1.07%  | ▼1席；无代表 （国民阵线）         | 马袖强   |
| 2022年 | 0 / 222  | 23       | 305,125  | 1.97%  | ━ ；无代表 （国民联盟）           | 刘华才   |

## 州议会选举结果
| 州议会选举 | 州立法议会 | 州立法议会 | 州立法议会 | 州立法议会 | 州立法议会 | 州立法议会 | 州立法议会 | 州立法议会 | 州立法议会 | 州立法议会          |
| 州议会选举 | 吉打       | 槟城       | 霹雳       | 彭亨       | 雪兰莪     | 森美兰     | 马六甲     | 柔佛       | 沙巴       | 赢得席位 / 竞选席位 |
| ---------- | ---------- | ---------- | ---------- | ---------- | ---------- | ---------- | ---------- | ---------- | ---------- | ------------------- |
| 1969年     | 2 / 24     | 16 / 24    | 2 / 40     | 1 / 24     | 4 / 28     |            | 1 / 20     | 0 / 32     |            | 26 / 38             |
| 1974年     | 1 / 26     | 11 / 27    | 1 / 42     | 1 / 32     | 1 / 33     |            |            |            |            | 15 / 18             |
| 1978年     | 1 / 26     | 8 / 27     | 2 / 42     |            | 1 / 33     |            |            |            |            | 12 / 17             |
| 1982年     | 1 / 26     | 8 / 27     | 3 / 42     | 1 / 32     | 1 / 33     | 0 / 24     | 0 / 20     | 1 / 32     |            | 15 / 18             |
| 1986年     | 1 / 28     | 9 / 33     | 1 / 46     | 1 / 33     | 0 / 42     | 0 / 28     |            | 1 / 36     |            | 13 / 22             |
| 1990年     |            | 7 / 33     | 1 / 46     | 1 / 33     | 0 / 42     |            |            | 1 / 36     |            | 10 / 18             |
| 1995年     | 2 / 36     | 10 / 33    | 5 / 52     | 1 / 38     | 1 / 48     | 1 / 32     |            | 2 / 40     |            | 22 / 26             |
| 1999年     | 2 / 36     | 10 / 33    | 3 / 52     | 1 / 38     | 2 / 48     | 1 / 32     |            | 2 / 40     |            | 21 / 25             |
| 2004年     | 2 / 36     | 13 / 40    | 4 / 59     | 1 / 42     | 4 / 56     | 2 / 36     | 1 / 28     | 3 / 56     |            | 30 / 31             |
| 2008年     | 1 / 36     | 0 / 40     | 0 / 59     | 1 / 42     | 0 / 56     | 0 / 36     | 0 / 28     | 2 / 56     |            | 4 / 31              |
| 2013年     | 0 / 36     | 0 / 40     | 0 / 59     | 0 / 42     | 0 / 56     | 0 / 36     | 0 / 28     | 1 / 56     | 2 / 60     | 3 / 31              |
| 2018年     | 0 / 36     | 0 / 40     | 0 / 59     | 0 / 42     | 0 / 56     | 0 / 36     | 0 / 28     | 0 / 56     | 0 / 60     | 0 / 31              |
| 2021年     |            |            |            |            |            |            | 0 / 28     |            |            | 0 / 5               |
| 2022年     |            |            |            |            |            |            |            | 0 / 56     |            | 0 / 8               |
| 2022年     |            |            | 0 / 59     | 0 / 42     |            |            |            |            |            | 0 / 14              |
| 2023年     | 1 / 36     | 0 / 40     |            |            | 0 / 56     | 0 / 36     |            |            |            | 1 / 36              |

## 当选代表

### 州立法议会
| 吉打 | N35      | 居林     | 黄佳祯   |          |          |
| 总数 | 吉打 (1) | 吉打 (1) | 吉打 (1) | 吉打 (1) | 吉打 (1) |

## 其他
- Chin, James (2006) New Chinese Leadership in Malaysia: The Contest for the MCA and Gerakan Presidency Contemporary Southeast Asia (CSEA), Vol. 28, No. 1 (April 2006).
- Goh, Cheng Teik (1994). Malaysia: Beyond Communal Politics. Pelanduk Publications. ISBN 967-978-475-4.
- Pillai, M.G.G. (Nov. 3, 2005). "National Front parties were not formed to fight for Malaysian independence". Malaysia Today.